# Говернадор-Аршер

Говернадор-Аршер на карте штата.

Говернадор-Аршер (порт. Governador Archer) — муниципалитет в Бразилии, входит в штат Мараньян. Составная часть мезорегиона Центр штата Мараньян. Входит в экономико-статистический микрорегион Президенти-Дутра. Население составляет  10 205 человек на 2010 год. Занимает площадь 445,856 км². Плотность населения — 22,89 чел./км².

## Демография
Согласно сведениям, собранным в ходе переписи 2010 г. Национальным институтом географии и статистики (IBGE), население муниципалитета составляет:
| Полное население                               | Полное население                               | Полное население                               | Полное население                               | 10 205 |
| ---------------------------------------------- | ---------------------------------------------- | ---------------------------------------------- | ---------------------------------------------- | ------ |
| в том числе:                                   | Городское население                            | 6630                                           | Процент городского населения, %                | 64,97  |
|                                                | Сельское население                             | 3575                                           | Процент сельского населения, %                 | 35,03  |
|                                                | Мужское население                              | 5066                                           | Процент мужского населения, %                  | 49,64  |
|                                                | Женское население                              | 5139                                           | Процент женского населения, %                  | 50,36  |
| Плотность населения, чел/км²                   | Плотность населения, чел/км²                   | Плотность населения, чел/км²                   | Плотность населения, чел/км²                   | 22,89  |
| Население муниципалитета в % к населению штата | Население муниципалитета в % к населению штата | Население муниципалитета в % к населению штата | Население муниципалитета в % к населению штата | 0,16   |

По данным оценки 2016 года, население муниципалитета составляет 10 591 жителей.

## История
Город основан 10 октября 1959 года.

## Статистика
- Валовой внутренний продукт на 2003 год составляет 15 088 755,00 реалов (данные: Бразильский институт географии и статистики).
- Валовой внутренний продукт на душу населения на 2003 год составляет 1747,80 реалов (данные: Бразильский институт географии и статистики).
- Индекс развития человеческого потенциала на 2000 год составляет 0,567 (данные: Программа развития ООН).